# Шошин, Владимир Никифорович
Владимир Никифорович Шошин (1 января 1911, Лысогорская, Кавказская губерния — 1 июня 1989, Пятигорск, Ставропольский край) — командир роты 212-го стрелкового полка 49-й стрелковой дивизии, лейтенант. Герой Советского Союза.

## Биография
Родился 1 января 1911 года в станице Лысогорская ныне Ставропольского края.
Окончил неполную среднюю школу и 3 курса сельскохозяйственного техникума. В 1934-1935 годах служил на срочной службе в Красной Армии. После увольнения в запас вернулся в родную станицу, работал механизатором, затем бригадиром тракторной бригады в местной машиннотракторной станции (МТС). Стал знатным трактористом, новатором производства. За трудовые достижения был награждён орденом "Знак Почёта", выступал с докладом о своих достижениях на Всесоюзной выставке народного хозяйства в Москве и был награждён Малой золотой медалью ВДНХ СССР.
В июне 1941 года, был вторично призван в Красную Армию. Участвовал в оборонительных сражениях на Юго-Западном фронте, воевал на Западном фронте.
Командир роты 212-го стрелкового полка (49-я Рославльская стрелковая дивизия, 62-й Неманский стрелковый корпус, 33-я армия, 1-й Белорусский фронт) лейтенант Шошин  особо отличился в Висло-Одерской наступательной операции. На рассвете 14 января 1945 года после артиллерийской подготовки его рота впереди боевых порядков батальона майора Субботина поднялась на штурм долговременной многоэшелонированной обороны противника перед Пулавским плацдармом. До вечера рота в непрерывном бою последовательно прорвала 10 линий немецких траншей, заняла два населённых пункта и
обеспечила успешные наступательные действия батальона. Был нанесён большой урон противнику - уничтожены 4 пулемётные огневые точки, 4 дзота, до 70 солдат врага.
За образцовое выполнение боевых заданий командования и проявленные при этом отвагу и геройство указом Президиума Верховного Совета от 27 февраля 1945 года лейтенанту Шошину Владимиру Никифоровичу присвоено звание Героя Советского Союза с вручением ордена Ленина и медали «Золотая Звезда».
После войны вернулся в родную станицу Лысогорскую, продолжил трудиться бригадиром трактористов МТС. В 1955 году по состоянию здоровья переехал в посёлок Горячеводский Пятигорского горсовета Ставропольского края, работал в системе потребительской кооперации пятигорского горсовета.
Скончался 1 июня 1989 года, похоронен на Ново-Горячеводском (Нальчикском) кладбище в Пятигорске.
Награждён орденами Ленина (27.02.1945), Красного Знамени (7.11.1944), Отечественной войны 1-й (11.03.1985) и 2-й (10.05.1944) степеней, "Знак Почёта" (23.03.1940), медалями.
Именем Героя названа улица в родной станице Лысогорская. Мемориальная плита с именем Героя установлена на Аллее Героев в Пятигорске.